# Liste der Kulturdenkmäler in Niederweiler (Hunsrück)
In der Liste der Kulturdenkmäler in Niederweiler sind alle Kulturdenkmäler der rheinland-pfälzischen Ortsgemeinde Niederweiler aufgeführt. Grundlage ist die Denkmalliste des Landes Rheinland-Pfalz (Stand: 27. Oktober 2023).

## Einzeldenkmäler
| Bezeichnung | Lage                  | Baujahr         | Beschreibung | Bild |
| ----------- | --------------------- | --------------- | --- | ---- |
| Hofanlage   | Hauptstraße 8/10 Lage | 18. Jahrhundert | Fachwerk-Doppelhaus, teilweise massiv und verschiefert, abgewalmtes Mansarddach, 18. Jahrhundert, Fachwerkscheune, bezeichnet 1888; bauliche Gesamtanlage | BW   |